# Giro del Lussemburgo 1958
Il Giro del Lussemburgo 1958, ventiduesima edizione della corsa, si svolse dal 13 al 16 giugno su un percorso di 706 km ripartiti in 4 tappe, con partenza e arrivo a Lussemburgo. Fu vinto dal lussemburghese Jempy Schmitz della Saint-Raphaël davanti al francese Jean-Claude Annaert e all'olandese Piet de Jongh.

## Tappe
| Tappa  | Data      | Percorso                                      | km  | Vincitore di tappa   | Leader cl. generale |
| ------ | --------- | --------------------------------------------- | --- | -------------------- | ------------------- |
| 1ª     | 13 giugno | Lussemburgo > Differdange                     | 240 | Jean-Claude Annaert  | Jean-Claude Annaert |
| 2ª     | 14 giugno | Bettembourg > Bettembourg (cron. individuale) | 73  | Jempy Schmitz        | Jempy Schmitz       |
| 3ª     | 15 giugno | Bettembourg > Diekirch                        | 210 | Martin van der Borgh | Jempy Schmitz       |
| 4ª     | 16 giugno | Diekirch > Lussemburgo                        | 183 | Marcel Ernzer        | Jempy Schmitz       |
| Totale | Totale    | Totale                                        | 706 |                      |                     |

## Dettagli delle tappe

### 1ª tappa
- 13 giugno: Lussemburgo > Differdange – 240 km

| Pos. | Corridore           | Squadra       | Tempo    |
| ---- | ------------------- | ------------- | -------- |
| 1    | Jean-Claude Annaert | Saint-Raphaël | 6h25'47" |
| 2    | Jan Zagers          | Libertas      | s.t.     |
| 3    | Jef Lahaye          | Eroba         | s.t.     |

| Pos. | Corridore           | Squadra       | Tempo |
| ---- | ------------------- | ------------- | ----- |
| 1    | Jean-Claude Annaert | Saint-Raphaël |       |

### 2ª tappa
- 14 giugno: Bettembourg > Bettembourg (cron. individuale) – 73 km

| Pos. | Corridore      | Squadra       | Tempo    |
| ---- | -------------- | ------------- | -------- |
| 1    | Jempy Schmitz  | Saint-Raphaël | 1h42'28" |
| 2    | Charly Gaul    | Faema-Guerra  | a 35"    |
| 3    | Brian Robinson | Saint-Raphaël | a 2'43"  |

| Pos. | Corridore     | Squadra       | Tempo |
| ---- | ------------- | ------------- | ----- |
| 1    | Jempy Schmitz | Saint-Raphaël |       |

### 3ª tappa
- 15 giugno: Bettembourg > Diekirch – 210 km

| Pos. | Corridore            | Squadra      | Tempo    |
| ---- | -------------------- | ------------ | -------- |
| 1    | Martin van der Borgh | Eroba        | 5h56'02" |
| 2    | Aldo Bolzan          | Faema-Guerra | a 20"    |
| 3    | Piet Van Den Brekel  | Magneet      | s.t.     |

| Pos. | Corridore     | Squadra       | Tempo |
| ---- | ------------- | ------------- | ----- |
| 1    | Jempy Schmitz | Saint-Raphaël |       |

### 4ª tappa
- 16 giugno: Diekirch > Lussemburgo – 183 km

| Pos. | Corridore          | Squadra      | Tempo    |
| ---- | ------------------ | ------------ | -------- |
| 1    | Marcel Ernzer      | Faema-Guerra | 5h21'39" |
| 2    | Günther Debussmann | Torpedo      | s.t.     |
| 3    | Piet Oellibrandt   | Libertas     | s.t.     |

| Pos. | Corridore           | Squadra       | Tempo     |
| ---- | ------------------- | ------------- | --------- |
| 1    | Jempy Schmitz       | Saint-Raphaël | 19h29'08" |
| 2    | Jean-Claude Annaert | Saint-Raphaël | a 3'01"   |
| 3    | Piet de Jongh       | Eroba         | a 4'23"   |

## Classifiche finali

### Classifica generale
| Pos. | Corridore            | Squadra           | Tempo     |
| ---- | -------------------- | ----------------- | --------- |
| 1    | Jempy Schmitz        | Saint-Raphaël     | 19h29'08" |
| 2    | Jean-Claude Annaert  | Saint-Raphaël     | a 3'01"   |
| 3    | Piet de Jongh        | Eroba-Vredestein  | a 4'23"   |
| 4    | Jef Lahaye           | Eroba-Vredestein  | a 4'49"   |
| 5    | François Mahé        | Saint-Raphaël     | a 7'21"   |
| 6    | Günther Debussmann   | Torpedo           | a 8'35"   |
| 7    | Jan Zagers           | Libertas-Dr. Mann | a 9'23"   |
| 8    | Charly Gaul          | Faema-Guerra      | a 9'28"   |
| 9    | Martin van der Borgh | Eroba-Vredestein  | a 10'02"  |
| 10   | Lothar Friedrich     | Torpedo           | a 10'12"  |